# Phaeophilacris rufa
Phaeophilacris rufa är en insektsart som beskrevs av Lucien Chopard 1969. Phaeophilacris rufa ingår i släktet Phaeophilacris och familjen syrsor. Inga underarter finns listade i Catalogue of Life.